# Zappaichthys harzhauseri
Zappaichthys harzhauseri è un pesce osseo estinto, appartenente ai batracoidiformi. Visse nel Miocene medio (circa 13-14 milioni di anni fa) e i suoi resti fossili sono stati ritrovati in Europa. 

## Descrizione
Questo pesce doveva essere molto simile agli attuali pesci rospo, come Opsanus e Halobatrachus. Come questi, possedeva un corpo compresso lateralmente e la testa schiacciata dotata di occhi posti in posizione dorsale e di una grande bocca irta di denti. Zappaichthys era caratterizzato dalla presenza di 29 vertebre, una pinna dorsale dotata di tre spine solide e di 16 raggi, una pinna anale con 11 raggi, pinne pettorali ampie con 20-25 raggi, una regione interorbitale del neurocranio particolarmente ampia e una regione postorbitale più lunga di quella orbitale. Erano presenti quattro radiali ossificati delle pinne pettorali, mentre l'opercolo era dotato di una forte spina appuntita; il subopercolo era dotato di due spine e due filamenti corti, mentre le scaglie erano assenti. 

## Classificazione
Zappaichthys è il più antico membro dei batracoidiformi conosciuto per scheletri articolati, un gruppo di pesci teleostei affini ai perciformi, attualmente rappresentati da numerose specie di fondale. Zappaichthys harzhauseri venne descritto per la prima volta nel 2014, sulla base di resti fossili ritrovati in Austria, nel bacino di Eisenstadt-Sopron, nei pressi di St. Margareth in Burgenland. 